# Алберт Март
Алберт Март (Колберг, 5. мај 1828 — Хајделберг, 5. август 1897) је био немачки астроном који је радио у Енглеској и Ирској. Открио је многе NGC објекте.